# Eishockey in Weißwasser
In Weißwasser wird auf dem Braunsteich spätestens seit 1929, in verschiedenen Mannschaften und Clubs seit den 1930er Jahren Eishockey gespielt.

## Clubs
1932 wurde im damals schlesischen Ort der erste Verein Eishockey Weißwasser u. a. von Günter Lehnigk, Fritz Dutschke, Siegfried Rohrbach, Helmut Bertko und dem ersten Vorsitzenden Martin Schulz im Keglerheim an der Gartenstraße gegründet. Das erste offizielle Spiel wird mit 5:0 gegen eine Spremberger Mannschaft gewonnen, bevor der Verein 1934 dem TSV Weißwasser beitrat. Ein erstes Spiel als TSV gegen den Eislaufverein Görlitz ging noch mit 5:0 verloren. Die Revanche in Görlitz vor bereits 500 Zuschauern wurde später mit 5:4 gewonnen.
1936 wurde der Verein als Ersatz für den schlesischen Meister EV Hindenburg für die Finalrunde um die Deutsche Meisterschaft in Nürnberg gemeldet. Jedoch reiste der Meister doch an, so dass der Teilnehmer an der Finalrunde in angesetzten Qualifikationsspielen ermittelt wurde. Dies gelang dem EV Hindenburg.
1937, 1941 und 1942 nahm der TSV als schlesischer Meister an der Finalrunde teil.
Beim VfR Weißwasser soll es um diese Zeit auch Eishockey gegeben haben.
Nachdem 1946 mit der BSG Kristall die erste Mannschaft gegründet worden war, folgte 1950 die BSG Ostglas und 1952 die BSG Chemie. Ostglas und Chemie fusionierten 1953 zur SG Dynamo Weißwasser.
Unter diesen Namen wurden sie insgesamt 25 Mal Deutscher Meister der DDR.
Am 7. November 1959 wurde das damals größte und modernste Freiluftstadion Europas mit einem Europacup-Spiel eingeweiht und bekam den Namen Wilhelm Pieck. 7000 Zuschauer sahen ein 4:4-Unentschieden zwischen dem DDR-Meister Dynamo Weißwasser und dem polnischen Meister Legia Warschau.
Im Jahre 1977 wurde neben dem Freiluftstadion eine Eishalle mit einer 250 m langen Eisschnelllaufbahn fertiggestellt.
In den 1980er-Jahren nahmen darüber hinaus Mannschaften unter der Bezeichnung Einheit Weißwasser an der Bestenermittlung teil, wobei diese Teams vor allem aus Dynamo-Spielern bestanden.
Nach dem Ende der DDR wurde Dynamo Weißwasser in kurzer Folge zunächst in PEV Weißwasser, dann in ES Weißwasser umbenannt. Für die Jahre in der DEL nannte sich die Profiabteilung ESG Füchse Sachsen Chemnitz/Weißwasser.
Mit dem SV EFV Weißwasser (bis 1999/00), Grün-Weiß Weißwasser (bis 2001/02) und den New Kings Weißwasser (bis 2002/03) waren weitere Eishockeymannschaften am Spielbetrieb in Sachsen beteiligt.
Neben den Lausitzer Füchsen (2. Liga) und den Jungfüchsen des Stammvereins ES Weißwasser, die 2006/07 als Spielgemeinschaft mit dem ELV Tornado Niesky in der Regionalliga Nord-Ost teilnahmen, und den seit 1990/91 am Spielbetrieb teilnehmenden Pinguinen – dem Frauenteam des Stammvereins – ist heute mit dem EHV Rot-Weiß Bad Muskau, der früher unter SV Rot-Weiß Bad Muskau bzw. SV Rot-Weiß Weißwasser/Bad Muskau antrat, noch ein weiterer Verein aktiv, der im Seniorenspielbetrieb in der fünftklassigen Sachsenliga teilnimmt.
Die Spielgemeinschaft der Jungfüchse mit Tornado Niesky wurde mit dem Ende der Saison 2006/07 beendet. Die ES Weißwasser konzentriert sich ab der Saison 2007/08 auf ihren eigenen Nachwuchs und wird zusätzlich zu den Pinguinen – dem Frauenteam, die an der 2. Liga Nord teilnimmt – in den Nachwuchsligen mit eigenen Mannschaften an den Start gehen. Ebenso meldete der EHV Rot-Weiß Bad Muskau für die Saison 2007/08 keine Mannschaft für die Sachsenliga.
Des Weiteren spielen diverse Hobbyteams in Weißwasser. Beispielsweise nehmen die Weißwasser Allstars an der sächsischen Hobbyliga Dorfteichliga und die Blue Trucks Weißwasser an der sächsischen Hobbyliga Landskron-Liga teil.

## Eisstadien

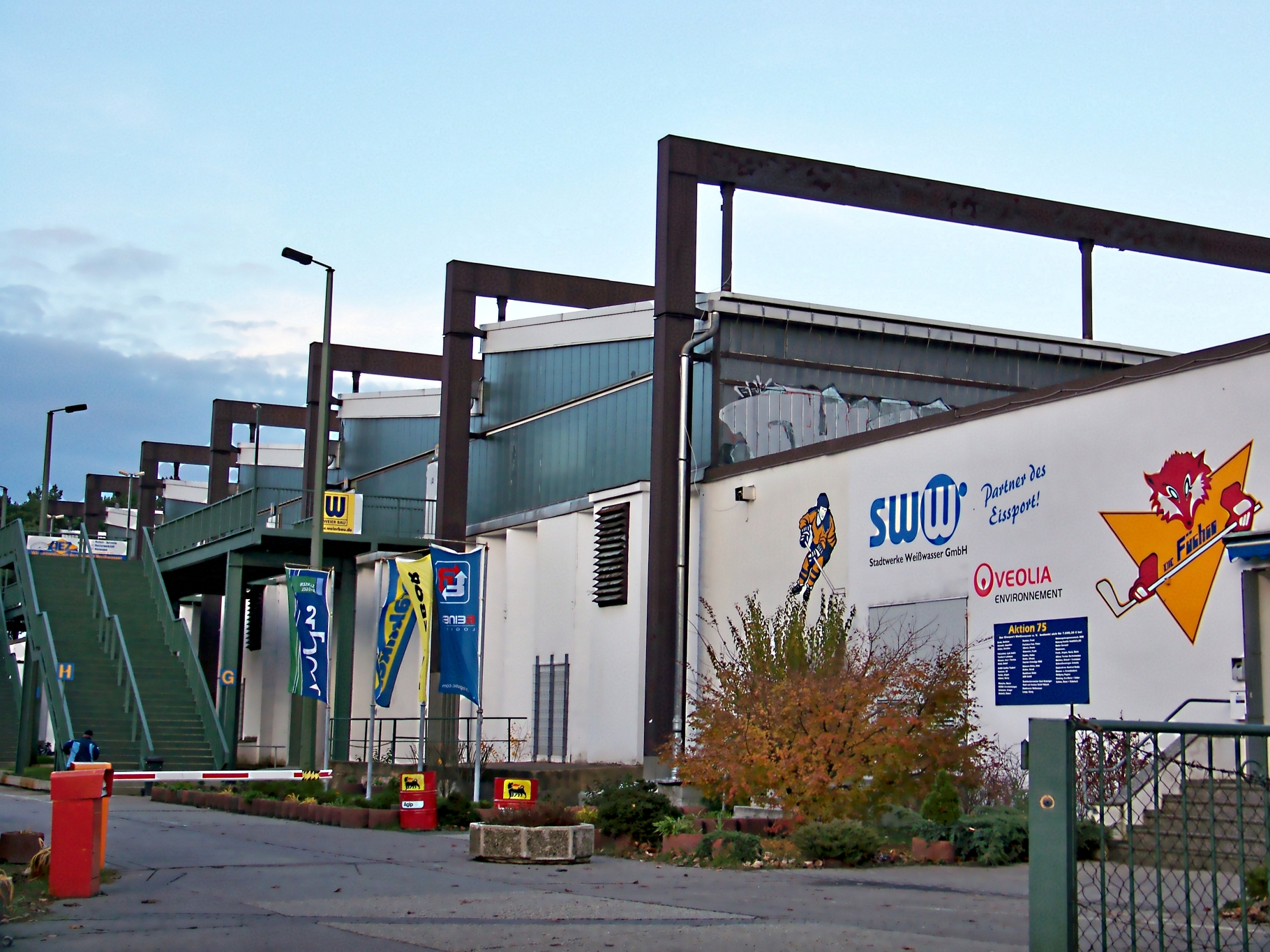
Eishalle Weißwasser

Weißwasser verfügte zum einen über eine Eishalle, die jedoch bis 1990 ausschließlich für Eisschnelllauf verwendet wurde. Darüber hinaus existierte direkt neben der Eishalle ein Freiluftstadion, vorwiegend für den Eishockeysport, mit einem Fassungsvermögen von 15.500 Plätzen, das jedoch aufgrund der fehlenden Überdachung seit der Wende, den Liga-Statuten entsprechend, nicht mehr für den Eishockeyliga-Sport genutzt werden konnte. Seit den 1990er-Jahren wurde zwar ein Ausbau des Freiluftstadions mit Überdachung erwogen, aufgrund fehlender finanzieller Mittel jedoch nie durchgeführt. In den folgenden Jahren nahmen Pläne für den Bau einer neuen Eissporthalle Gestalt an. Als Voraussetzung für den Neubau, welcher an gleicher Stelle errichtet werden sollte, wurde das Wilhelm-Pieck-Kunsteisstadion Ende 2010 abgerissen. 

Am 1. März 2012 war der Spatenstich für den Bau des neuen Eisstadions, der "Eisarena Weißwasser". Grundsteinlegung war am 18. April 2012. Am Tage des ersten Saisonspieles der letzten Saison im direkt angrenzenden alten Fuchsbau wurde Richtfest gefeiert. Die geplanten Baukosten von 15,7 Millionen Euro wurden während der Bauphase deutlich unterschritten.
Die Eröffnung der "Eisarena Weißwasser" wurde am 23. August 2013 unter anderem mit einem Spiel gegen den amtierenden deutschen Meister – die Eisbären Berlin – gefeiert. Nachdem sich die ehemaligen Dynamos in der kleinsten Liga der Welt jahrelang packende Duelle lieferten, sahen die Verantwortlichen die Hauptstädter als perfekten Gegner für diesen »historischen Moment«.